# Steinbach (Luxemburg)
Steinbach (Waals: Stambè) is een kern in de gemeente Gouvy in de Belgische provincie Luxemburg. Het dorp is gelegen aan de Oostelijke Ourthe en telt 175 inwoners. Tot de gemeentelijke herindeling van 1977 behoorde Steinbach tot de gemeente Limerlé.

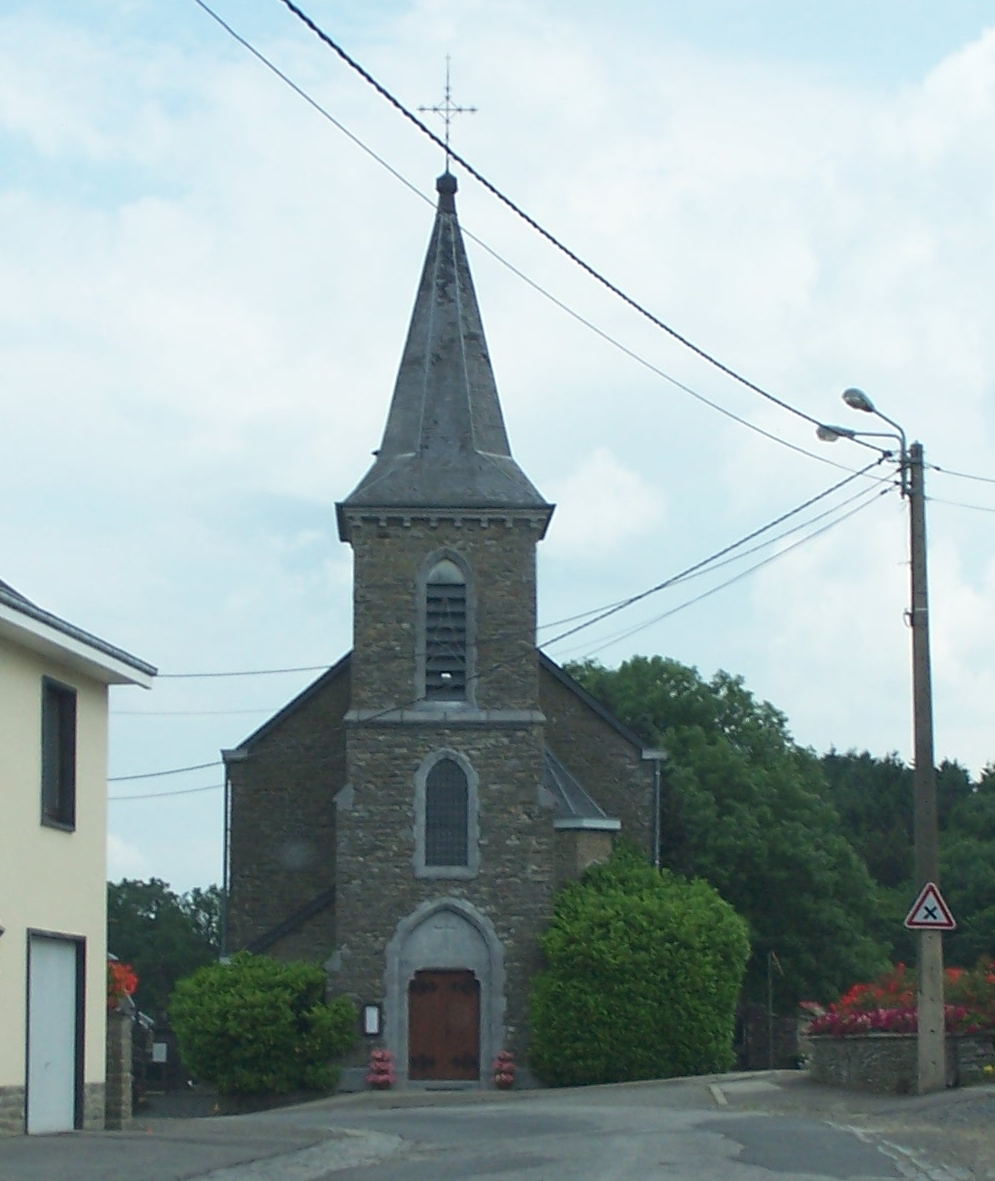
De kerk van Steinbach.

Bezienswaardigheden in Steinbach zijn het kasteel Beurthé, het Château du Mesnil en het Domaine de la Ferme.
Een bezienswaardigheid in Steinbach is ook de gerenoveerde molen: Ancien Moulin Magotiaux.
Deelgemeenten: Beho · Bovigny · Cherain · Limerlé · Montleban

Overige dorpen: Baclain · Brisy · Cherapont · Cierreux · Courtil · Deiffelt · Gouvy · Halconreux · Hallonru · Honvelez · Langlire · Lomré · Ourthe · Renglez · Rettigny · Rogery · Sterpigny · Steinbach · Vaux · Wathermal

Belgische gemeenten · Arrondissement Bastenaken · Luxemburg · Wallonië